# Richard Bradford
Pour les articles homonymes, voir Bradford (homonymie).
Richard Edwin Bradford Jr. est un acteur américain né le 10 novembre 1934 à Tyler, au Texas (États-Unis) et mort le 22 mars 2016.

## Filmographie

### Cinéma
- 1966 : La Poursuite impitoyable (The Chase) d'Arthur Penn : Damon Fuller
- 1967 : To Chase a Million de Pat Jackson
- 1976 : The Missouri Breaks d'Arthur Penn : Pete Marker
- 1978 : Un ennemi du peuple (An Enemy of the People) de George Schaefer : Captain Forster
- 1978 : En route vers le sud (Goin' South) de Jack Nicholson : Sheriff Andrew Kyle
- 1979 : American Graffiti, la suite (More American Graffiti) de Bill Norton : Major Creech
- 1982 : Missing de Costa-Gavras : Andrew Babcock
- 1982 : Hammett de Wim Wenders : Detective Bradford
- 1982 : Lookin' to Get Out de Hal Ashby : Bernie Gold
- 1984 : Lucky 13 (Running Hot) de Mark Griffiths : Tom Bond
- 1985 : Un été pourri (The Mean Season) de Phillip Borsos : Phil Wilson
- 1985 : The Legend of Billie Jean de Matthew Robbins : Pyatt
- 1985 : Mémoires du Texas (The Trip to Bountiful) de Peter Masterson : Sheriff
- 1987 : Les Incorruptibles (The Untouchables) de Brian De Palma : Police Chief Mike Dorsett
- 1988 : Wildfire de Zalman King : Gene
- 1988 : Little Nikita de Richard Benjamin : Konstantin Karpov
- 1988 : The Milagro Beanfield War de Robert Redford : Ladd Devine
- 1988 : Permanent Record de Marisa Silver : Leo Verdell
- 1988 : Meurtre à Hollywood (Sunset) de Blake Edwards : Captain Blackworth
- 1989 : Les Années copain (Heart of Dixie) de Martin Davidson : Juge Claibourne
- 1989 : Meurtres en nocturne (Night Game) de Peter Masterson : Nelson
- 1990 : Affaires privées (Internal Affairs) de Mike Figgis : Grieb
- 1991 : Double enfer (Servants of Twilight) de Jeffrey Obrow (en) : Henry Rankin
- 1991 : Ambition de Scott D. Goldstein : Jordan
- 1991 : Cold Heaven de Nicolas Roeg : Monsignor Cassidy
- 1992 : Under Cover of Darkness de Walter Pitt : Nathan Franklin
- 1992 : Dr. Rictus (Dr Giggles) de Manny Coto : Officer Hank Magruder
- 1993 : L'Enfer des neiges (en) (Arctic Blue) de Peter Masterson : Sam Wilder
- 1993 : Point critique (Final Mission) de Lee Redmond (vidéo) : Maurice
- 1994 : Pour l'amour d'une femme (When a Man Loves a Woman) de Luis Mandoki : Angry man watching TV
- 1995 : Faux frères, vrais jumeaux (Steal Big Steal Little), d'Andrew Davis : Nick Zingaro, Hood From Chicago
- 1995 : Crossing Guard (The Crossing Guard) de Sean Penn : Stuart Booth
- 1996 : L'Héritage de la haine (The Chamber) de James Foley : Wyn Lettner
- 1997 : Les Seigneurs de Harlem (Hoodlum) de Bill Duke : Captain Foley
- 1999 : Gary & Linda (Just the Ticket) de Richard Wenk : Benny Moran
- 2001 : L'Homme d'Elysian Fields (The Man from Elysian Fields) de George Hickenlooper : Edward Rodgers
- 2001 : Hawaiian Gardens de Percy Adlon : Bruno
- 2005 : Adieu Cuba (The Lost City) d'Andy García : Don Donoso Fellove

### Télévision

#### Séries télévisées
- 1967-1968 : L'homme à la valise : Mc Gill
- 1969 : Médecins d'aujourd'hui (Medical Center) (épisode : U.M.C.) : Dr Joseph Gannon
- 1987 : Amerika (6 épisodes) : Ward Milford
- 1988 : Favorite Son (en) (saison 1, épisode 1 : Part One) : Charles MacDonald
- 1989 : Christine Cromwell (saison 1, épisode 1 : Things That Go Bump in the Night et saison 1, épisode 3 : In Vino Veritas)

#### Téléfilms
- 1979 : Charleston : Cluskey
- 1980 : Rumeurs de guerre (en) (A Rumor of War) : Gen. Merle Rupert
- 1984 : Best Kept Secrets : Chief Gilmore
- 1984 : Sweet Revenge : Gen. George Markham
- 1985 : La griffe de l'assassin (en) (Badge of the Assassin) : L.J. Delsa
- 1986 : Resting Place : Général Willard P. Hauer
- 1989 : La Revanche d'Al Capone (Man Against the Mob: The Chinatown Murders) : Terry O'Brien
- 1991 : Bump in the Night : Sergent Pete Mooney
- 1994 : L'Amour poursuite (Midnight Run for Your Life) : Lieutenant Breem
- 1995 : Kingfish: La vie de Huey P. Long (en) (Kingfish: A Story of Huey P. Long) : Juge Benjamin Pavy
- 1995 : Le Silence des innocents (Indictment: The McMartin Trial) : Ira Reiner
- 1995 : Cagney & Lacey: The View Through the Glass Ceiling : Martin Zibiski
- 1997 : Une âme sans repos (Rag and Bone) : Evan Moran
- 1997 : Gold Coast : Frank DiCilia
- 2000 : L.A. County Brigade Criminelle (L.A. Sheriff's Homicide) : Victor Canizales